# Lars Porsenna

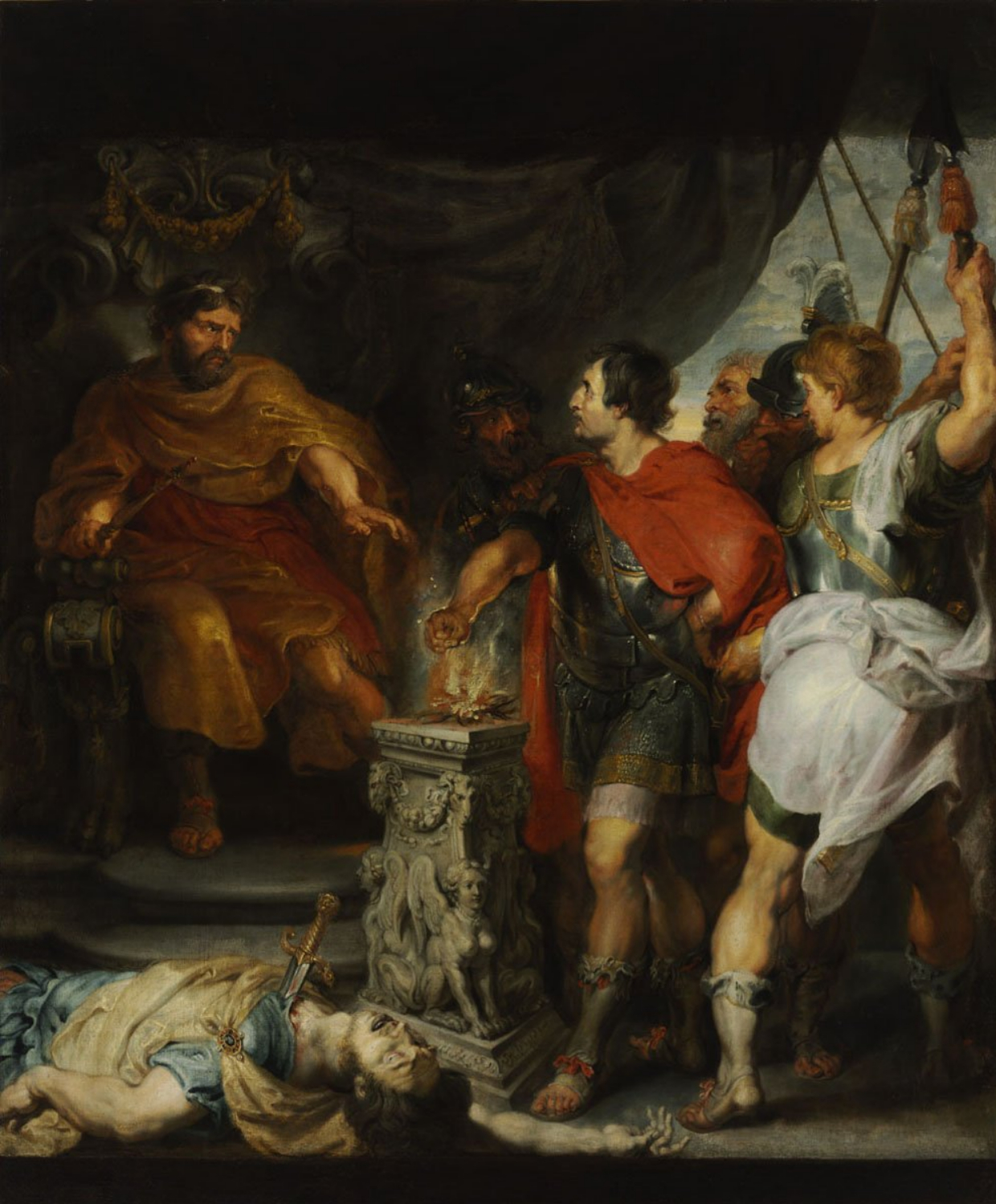
Mucius Scaevola voor Porsenna door atelier van Rubens (voor 1628, Szépművészeti Múzeum in Boedapest)

Lars Porsenna, ook wel geschreven Porsena, Porsina (Latijn) of Porsinas (Oudgrieks: Πορσίνας), in het Etruskisch vermoedelijk Laris of Larþ Pursiena (getranslitereerd), was een (semi-)legendarische koning van de Etruskische stad Clevsins (het huidige Chiusi). Overigens noemt Plinius maior ene Porsinna als koning of lucumo van Volsinii. Romeinse schriftelijke bronnen dateren de regering van Lars Porsenna rond 500 v.Chr., hoewel exacte jaartallen niet bekend zijn.

## Porsenna en Tarquinius Superbus
L. Tarquinius Superbus, de laatste telg van de Etruskische dynastie die Rome heeft geregeerd, zou nadat hij van zijn troon gestoten en uit Rome verjaagd was, Porsenna's hulp hebben gevraagd bij het heroveren van de stad en zijn troon. Over de exacte uitkomst van de vervolgens door Porsenna geïnitieerde en door Rome zeer gevreesde veldtocht zijn de historische bronnen het niet eens. Volgens Livius en andere auteurs zouden de heldendaden van C. Mucius Scaevola, Horatius Cocles en Cloelia ervoor hebben gezorgd dat Porsenna vrede zou hebben gesloten met de Romeinen. Tacitus stelt echter dat Rome geheel door Porsenna werd veroverd en enige tijd bezet is geweest.

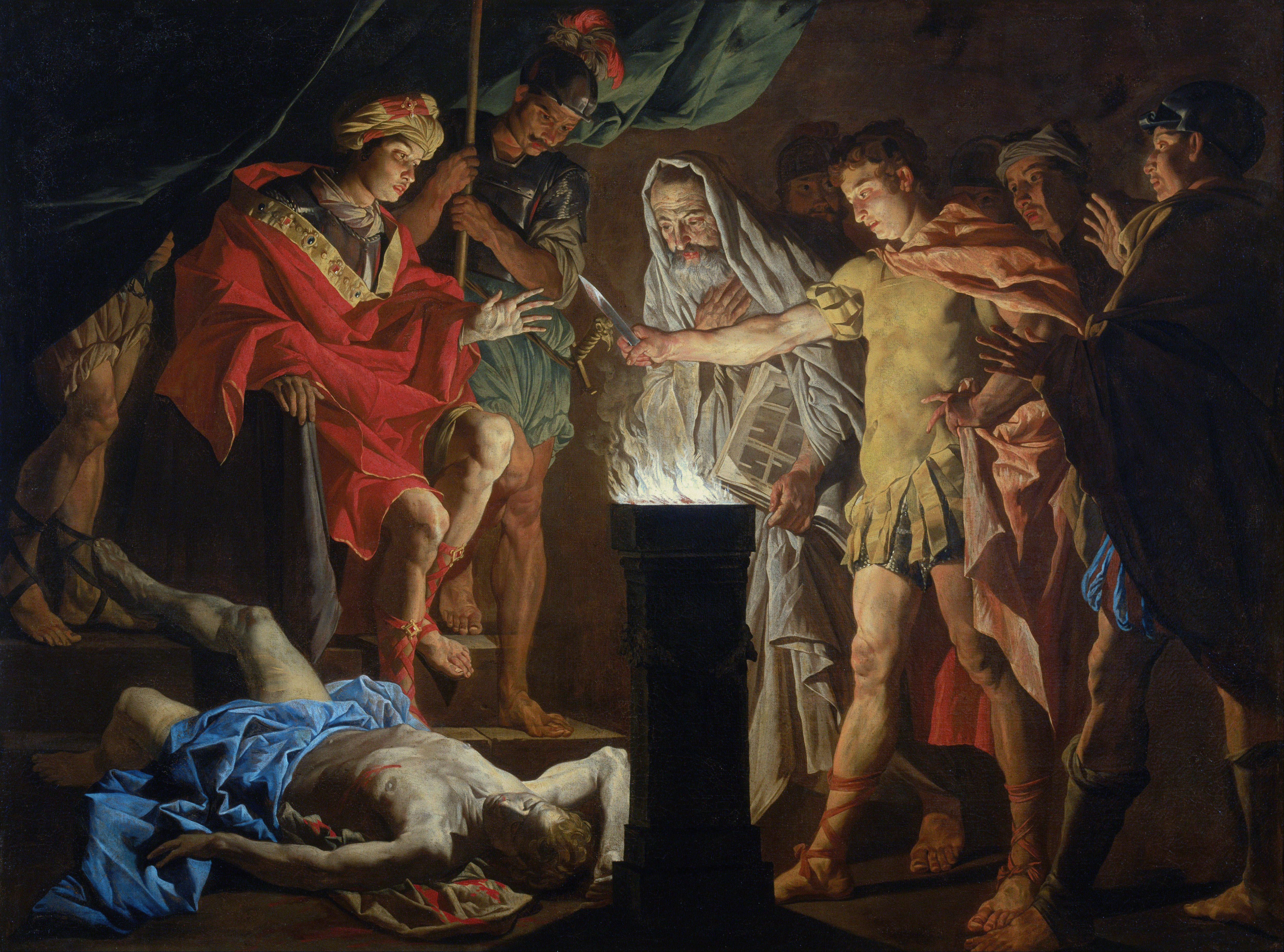
Mucius Scaevola in het bijzijn van Lars Porsenna. door Matthias Stom (ca. 1640-1645. Art Gallery of New South Wales, Sydney)

Pogingen van Porsenna en de Etrusken om hun macht over heel Latium uit te breiden strandden in een veldslag bij Aricia, waar Porsenna's zoon Aruns werd verslagen door een leger van Latijnen en Grieken onder leiding van Aristodemos, de tiran van Cumae.

## Heldendaden
Volgens een oud Etruskisch verhaal, zo schrijft Plinius maior, teisterde een monster genaamd Volta eens de omgeving van de Etruskische stad Volsinii. Het ondier kon uiteindelijk worden verslagen dankzij koning Porsenna, die de gave bezat de bliksem te sturen.

## Mausoleum
Plinius vermeldt voorts dat Lars Porsenna werd begraven in een imposant mausoleum bij Clusium (d.i. het Etruskische Clevsin, thans Chiusi). De auteur citeert hierbij Varro Reatinus die een nauwkeurige beschrijving van het gebouw geeft. Porsenna's mausoleum zou bestaan uit een 15 m hoge, vierkante ruimte met zijdes van 90 m lang, waarbinnen zich een labyrint bevond en waarop vijf grote piramides stonden van 45 m hoog. Op de piramides rustte een schijfvormige structuur waar, aan grote kettingen, bronzen klokken hingen. Wanneer deze door de wind in beweging werden gebracht, dan kon het geluid van de klokken in de wijde omtrek worden gehoord. Op grond van Plinius' beschrijving hebben meerdere kunstenaars later getracht het fantastische bouwwerk op papier te reconstrueren.

## Trivia
- In Chiusi is een ondergronds gangencomplex uit de Oudheid te bezoeken dat Labirinto di Porsenna ('Labyrint van Porsenna') wordt genoemd. De naam is gebaseerd op Plinius' beschrijving van Porsenna's mausoleum en vroege speculaties over de locatie van dit bouwwerk.
- Het Nationaal Archeologisch Museum van Chiusi, waar een groot aantal Etruskische oudheden uit de streek zijn tentoongesteld, ligt aan de Via Porsenna.

## Referentie
- W. Eder, art. Porsenna, in NP 10 (2001), col. .

## Verder lezen
- T.J. Cornell, The Beginnings of Rome: Italy from the Bronze Age to the Punic Wars (Circa 1,000 to 264 B.C.), Londen - New York, 1995, pp. 215 - - 218.
- J.-R. Jannot, L'Étrurie intérieure de Lars Porsenna à Arruns le jeune, in MEFRA 100 (1988), pp. 601-614. (in het bijzonder 601-611.)